# EXOSAT
El European X-ray Observatory Satellite (EXOSAT), originalment anomenat HELOS, va ser un observatori espacial operacional des del maig de 1983 fins a l'abril de 1986 i va realitzar 1780 observacions en la banda de raigs X de la majoria de tipus d'objectes astronòmics incloent nuclis de galàxies actives, corona solar, variables cataclísmiques, nanes blanques, binàries de raigs X, cúmuls de galàxies, i romanents de supernoves.
Aquest satèl·lit de l'Agència Espacial Europea (ESA) per a l'observació directa que apunta i oculta les observacions de fonts de raigs X lunars més enllà del sistema solar, va ser llançat a una òrbita altament excèntrica (apogeu 200.000 km, perigeu 500 km) gairebé perpendicular a la lluna en el 26 de maig de 1983. La instrumentació inclou dos telecopis òptics de baixa energia (LEIT) amb òtica de raigs X de Wolter I (pel rang energètic de 0,04-2 keV), un experiment d'energia mitjana utilitzant sensors de Ar/CO₂ i Xe/CO₂ (per 1.5-50 keV), un espectròmtre de centelleig de gas Xe/He (GSPC) (cobrint 2-80 keV), i un ordinador de processament de dades reprogramable a bord. L'Exosat és capaç d'observar un objecte (en el mode d'apuntament directe) fins a 80 hores i ubicar fonts a dins d'almenys 10 segons d'arc amb el LEIT i de 2 segons d'arc amb el GSPC.